# Encapsulamento de circuitos integrados

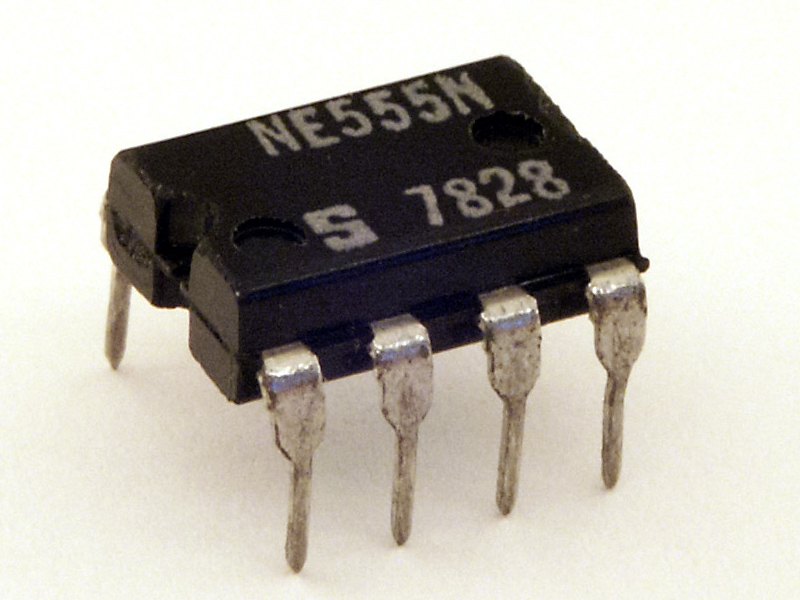
Um encapsulamento DIP padrão de 8 pinos, contendo um CI 555.

O encapsulamento de circuitos integrados é o estágio final da fabricação de dispositivos semicondutores, no qual o bloco de material semicondutor  é encapsulado em um invólucro de suporte que evita danos físicos e corrosão. Há vários materiais que podem ser usados no encapsulamento, tais como plástico e cerâmica, que são os mais comumente utilizados. No projeto do encapsulamento, fatores elétricos, mecânicos, térmicos e econômicos são levados em consideração. O estágio de encapsulamento é seguido pelo teste do circuito integrado. O estágio de encapsulamento é seguido pelo teste do circuito integrado. 
Existe uma maneira muito fácil de visualizar encapsulamentos em peças de hardware. Para isso, pegue uma placa qualquer sobrando na sua casa (vídeo, modem, memória, processador) e procure por retângulos de cor preta. Caso eles estejam cercados de pequenos pinos, então você acabou de achar um ou mais encapsulamentos.

## Considerações de projeto

### Elétricas
Os traços de corrente que saem do die, passam pelo encapsulado e entram na placa de circuito impresso têm propriedades elétricas muito diferentes em comparação com os sinais no chip. Eles exigem técnicas especiais de projeto e precisam de muito mais energia elétrica do que os sinais confinados ao próprio chip. Portanto, é importante que os materiais utilizados como contatos elétricos apresentem características como baixa resistência, baixa capacitância e baixa indutância.  Tanto a estrutura quanto os materiais devem priorizar as propriedades de transmissão do sinal, minimizando quaisquer elementos parasitas que possam afetar negativamente o sinal.
O controle dessas características está se tornando cada vez mais importante à medida que o restante da tecnologia começa a acelerar. Atrasos de encapsulamento têm o potencial de compensar quase metade do atraso de um computador de alto desempenho, e esse gargalo na velocidade deve aumentar.

### Mecânica e térmica
O encapsulamento de circuitos integrados é responsável por manter o chip a salvo de todos os tipos de danos em potencial. O encapsulamento deve resistir à danos físicos, fornecer uma vedação hermética para impedir a umidade e também fornecer dissipação de calor eficaz longe do chip. Ao mesmo tempo, o encapsulamento deve ter meios eficazes de conectar-se a uma placa de circuito impresso (PCB), o que pode mudar drasticamente dependendo do tipo de encapsulamento. 
Os materiais utilizados para o corpo do encapsulamento são tipicamente de plástico ou cerâmico. Ambos podem oferecer alta condutividade térmica e resistência mecânica decente. A cerâmica geralmente tem características preferíveis, no entanto é mais cara. 
Aumentar a área de superfície do encapsulamento permite uma melhor transferência de calor por convecção, e algumas embalagens utilizam aletas metálicas para aprimorar ainda mais a transferência de calor, com o custo de um espaço valioso. Tamanhos maiores também permitem um número maior de conexões mecânicas.  No entanto, esses fatores são equilibrados pelo fato de que o encapsulamento geralmente precisa ser mantido o menor possível.

### Econômicas
O custo é um fator limitante importante para muitos projetos. Escolhas como material do encapsulamento e nível de precisão devem ser equilibradas pela viabilidade econômica do produto final. Dependendo das necessidades do sistema, optar por materiais de baixo custo geralmente é uma solução aceitável para as restrições econômicas. Normalmente, uma embalagem plástica barata pode dissipar o calor até 2W, o que é suficiente para muitas aplicações simples, embora uma embalagem cerâmica semelhante possa dissipar até 50W no mesmo cenário.  À medida que os chips dentro do encapsulamento ficam menores e mais rápidos, eles também tendem a ficar mais quentes. À medida que se aumenta a necessidade subsequente de dissipação de calor mais eficaz, o custo do encapsulamento também aumenta. Geralmente, quanto menor e mais complexo o encapsulamento for, mais caro será o seu custo de fabricação.

## História
Os primeiros circuitos integrados foram encapsulados em flatpacks de cerâmica , que os militares usaram por muitos anos por sua confiabilidade e por ocuparem um espaço reduzido.  O outro tipo de encapsulamento utilizado na década de 1970, chamado o ICP (Integrated Circuit Package), foi o de cerâmica, com os condutores de um lado, coaxialmente com o eixo do invólucro.

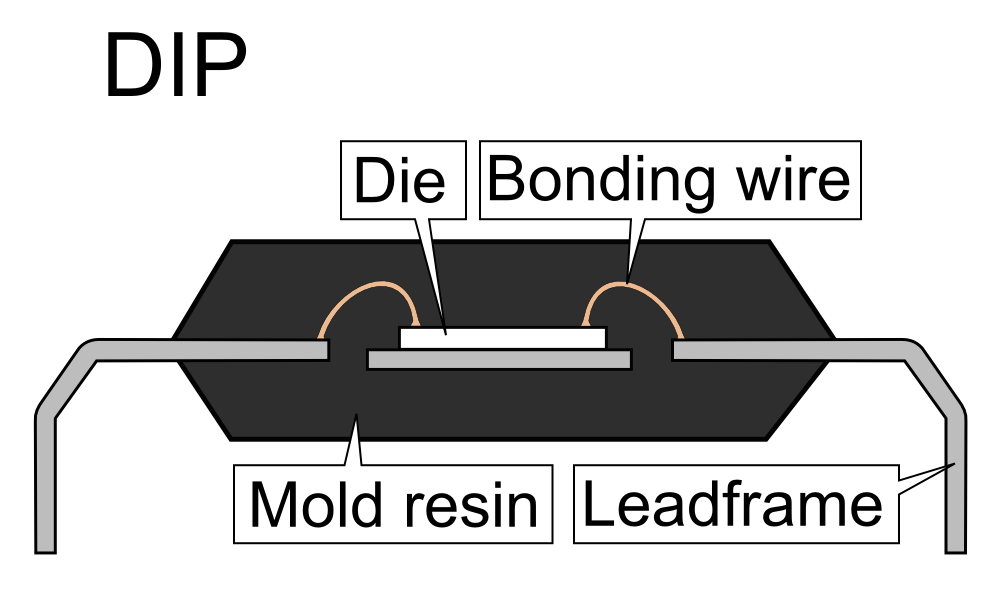
Cross section of a dual in-line package. This type of package houses a small semiconducting die, with microscopic wires attaching the die to the lead frames, allowing for electrical connections to be made to a PCB.

A embalagem comercial do circuito foi trocado rapidamente pela dual in-line package (DIP), sendo a primeira em cerâmica e posteriormente em plástico.  Na década de 1980, a contagem de pinos excedeu o limite prático para embalagem DIP, levando aos encapsulamentos pin grid array (PGA) e  leadless chip carrier (LCC). O encapsulamento Surface mount apareceu no início de 1980 e tornou-se popular no final da década, usando uma sonda melhor com ligações formadas por gull-wing ou J-lead, como exemplificado por  small-outline integrated circuit  - um transportador, que ocupa uma área de cerca de 30 - 50% a menos do que um equivalente DIP , com uma espessura típica que é 70% menos.
A próxima grande inovação foi o pacote de matriz de superfície , o que coloca as interligação terminais em toda a área da superfície da embalagem, proporcionando um maior número de ligações do que tipos de pacotes anteriores, em que apenas o perímetro externo é usado. O primeiro pacote de matriz de contato era uma embalagem de cerâmica pin grid array.Não muito tempo depois, o plástico ball grid array (BGA), um outro tipo de pacote de matriz de contatos, tornou-se uma das técnicas de embalagem mais comumente usados.
No final de 1990, plastic quad flat pack (PQFP) e thin small-outline packages (TSOP) substituiu pacotes PGA como o mais comum para dispositivos de alta contagem de pinos, embora pacotes PGA ainda são frequentemente utilizados para microprocessadores . No entanto, os líderes da indústria Intel e AMD trocaram na década de 2000 o encapsulamento PGA para o encapsulamento Land Grid Array (LGA).

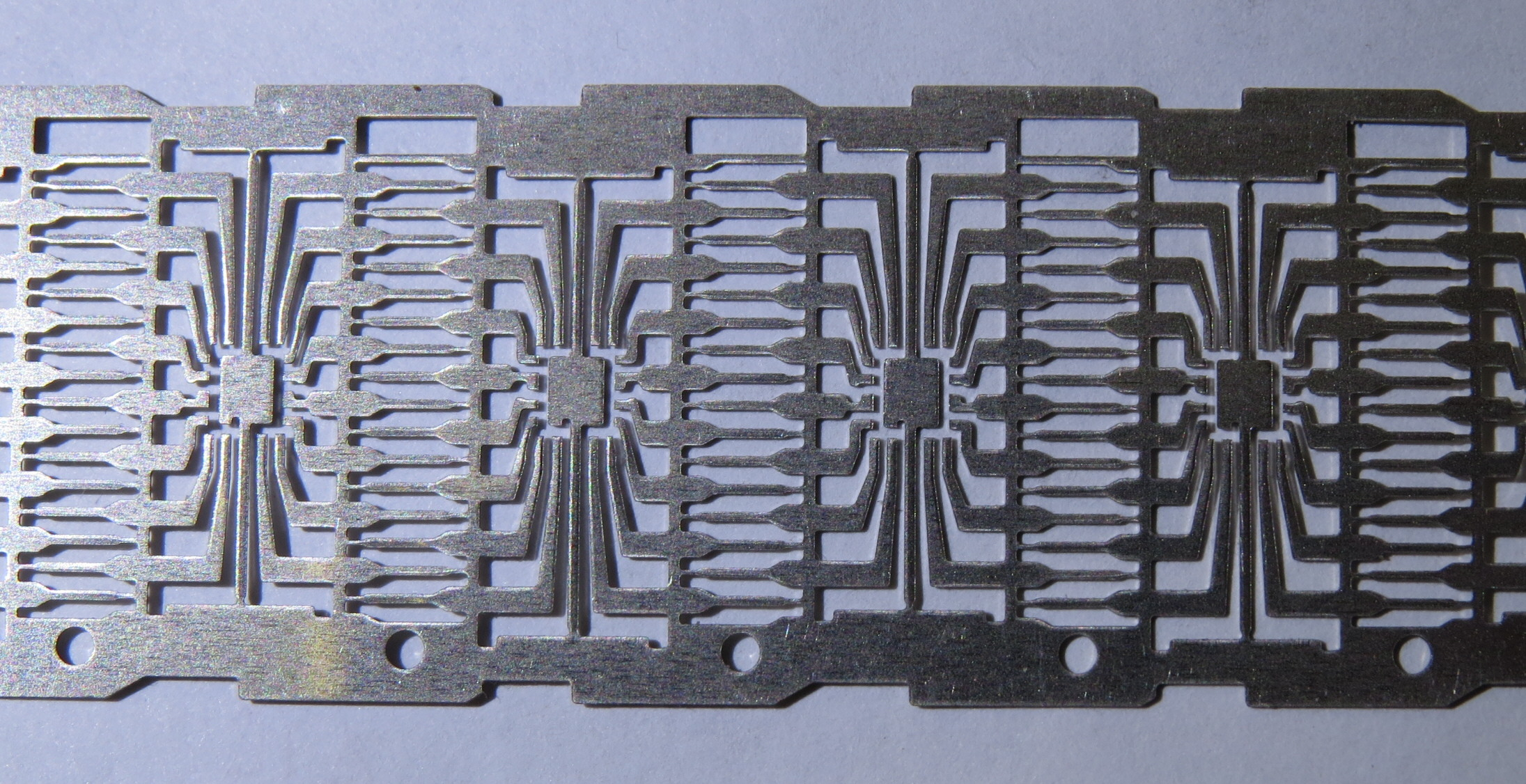
Dual in-line (DIP) fita de armação de metal com circuito integrado com contatos

O invólucro ball grid array (BGA) já existia desde a década de 1970, mas evoluiu para pacotes ball grid array flip-chip (FCBGA) na década de 1990. Pacotes FCBGA permitem um número de pinos muito maior do que quaisquer tipos de pacotes existentes. Em um pacote FCBGA, o molde é montado de cabeça para baixo (invertida) e liga-se às package balls através de um substrato que é semelhante a uma placa de circuito impresso em vez de fios. Pacotes FCBGA permitem que um conjunto de sinais de entrada-saída (chamado Área-I / O) seja distribuído por toda a matriz, em vez de estar confinado para a periferia da matriz.
Traços para fora da matriz, através da embalagem, e para dentro da placa de circuito impresso tem propriedades eléctricas muito diferentes, em comparação com os sinais on-chip. Eles exigem técnicas de design especiais e precisam de muito mais energia do que sinais confinados ao próprio chip.
Desenvolvimentos recentes consistem em empilhar várias matrizes em um único pacote chamado SIP, Sistema no pacote , ou circuito integrado tridimensional. Combinando vários cunhos em um pequeno substrato, muitas vezes de cerâmica, é chamado um MCM, ou Módulo Multi-Chip. A fronteira entre um grande MCM e uma placa de circuito impresso pequeno às vezes não é clara.

## Tipos de pacote comuns
Ver artigo principal: Lista de tipos de embalagens de circuito integrado
- Tecnologia Through-hole
- Tecnologia Surface Mount
- Chip carrier
- pin grid array
- flat package
- Circuito integrado Small Outline
- Cápsula Chip-scale
- Matriz ball grid
- Transistor, diodo, cápsula small pin count IC
- Cápsula multi-chip

## Operações
A Fixação da  matriz é o passo durante o qual o molde é montado e fixado à cápsula ou suporte (cabeçalho). Para aplicações de alta potência, a matriz é geralmente colada sobre a embalagem de forma eutética, por exemplo, usando ouro-estanho ou o ouro-silício como solda (para uma boa condução de calor ). Para baixo custo, aplicações de baixa potência, a matriz é frequentemente colada diretamente sobre um substrato (tal como uma placa de circuito impresso ) utilizando uma epóxi adesiva.
As seguintes operações são realizadas na fase de encapsulamento, como dividido em passos de colagem, o encapsulamento, e da wafer de ligação. Note-se que esta lista não é all-inclusive e nem todas estas operações são realizadas para cada pacote, como o processo é altamente dependente do tipo de pacote .
- Colagem CI
  - Colagem de fio
  - Colagem Thermosonic
  - Down bonding
  - Tape-automated bonding
  - flip chip
  - embalagem quilt
  - ligação tab
  - fixação Film
  - fixação Spacer
- Encapsulamento CI
  - Cozimento
  - galvanização
  - Marcação a laser
  - Trim e form
- ligação wafer